# Steinenhaus (Schöller-Dornap)
Steinenhaus ist eine Ortslage im Stadtbezirk Vohwinkel der bergischen Großstadt Wuppertal in Nordrhein-Westfalen in Deutschland.

## Lage und Beschreibung
Die Ortslage liegt am Rand des Waldgebiets Osterholz an dem Schöllerweg im Wohnquartier Schöller-Dornap südlich von Schöller unmittelbar an der Stadtgrenze zu Haan. Weitere benachbarte Orte sind Hermgesberg, Jägerhof, Habbach und Flachskamp. Abgegangen sind die Orte Schleheck, Wald und Kalkofen.
Die Grube Osterholz der Kalkwerke H. Oetelshofen GmbH hat sich bis unmittelbar an den Ortsrand ausgebreitet.

## Geschichte
Auf der Preußischen Uraufnahme von 1843 ist der Ort unbeschriftet eingezeichnet. 1888 besaß der Ort laut dem Gemeindelexikon für die Provinz Rheinland ein Wohnhaus mit vier Einwohnern.
Im 19. Jahrhundert war Steinenhaus ein Wohnplatz in der Landgemeinde Schöller der Bürgermeisterei Haan (ab 1894 Bürgermeisterei Gruiten) die aus Honschaft Schöller der bergischen Herrschaft Schöller hervorging. 
Am 1. Januar 1975 wurden die Gemeinde Schöller und der Wülfrather Ortsteil Dornap mit deren Außenortschaften von dem Kreis Düsseldorf-Mettmann abgetrennt und als Wohnquartier Schöller-Dornap nach Wuppertal eingemeindet. Dabei kam auch Steinenhaus von Schöller zu Wuppertal.